# 설동규
설동규(薛棟圭, 1983년 9월 15일~)는 대한민국의 배우이다. 분야는 뮤지컬이며 일본에서 활동 하고 있다.